# マン・ゴーシュ
マン・ゴーシュ（フランス語: main gauche IPA:[mɛ̃ ɡoʃ]）は、短剣の一種。

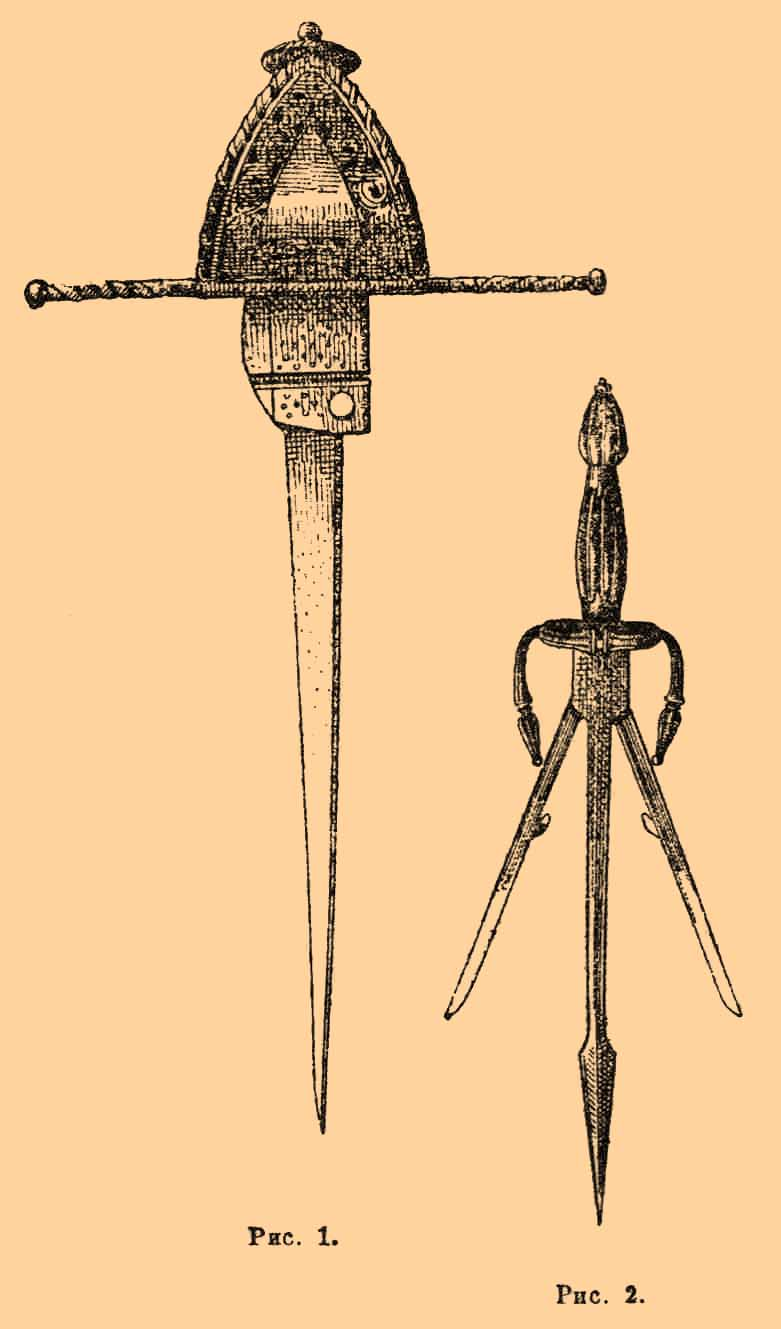

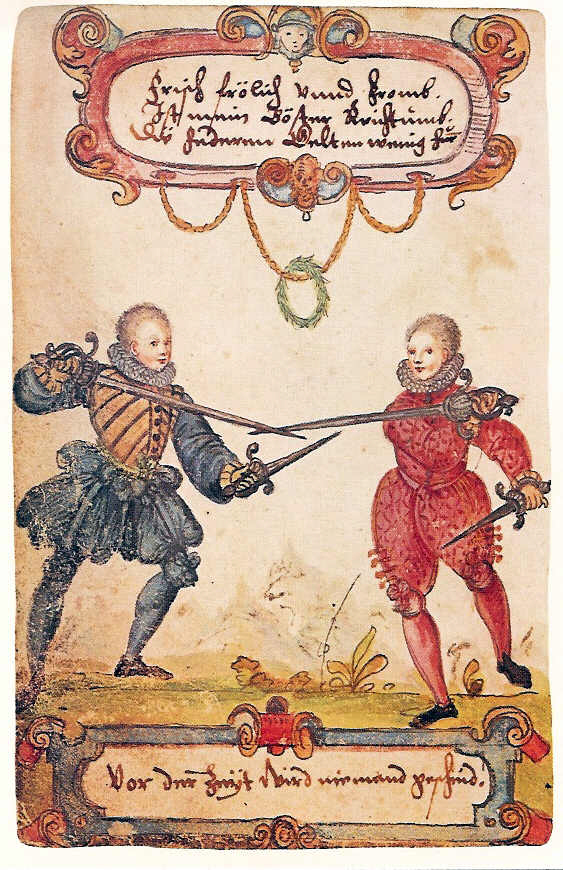

主にルネサンス期以降近世にかけてヨーロッパで用いられた、白兵戦用の補助的な武器で、短く幅の狭い、両刃の直剣である。相手の攻撃を受けるのに都合がよい大型のガードがついており、専ら利き手以外の手に持ち、相手の攻撃の受け流しに用いられた。柄に籠状のガードがついているものが有名で、地域、時代、持ち主の身分などにより様々な変化があり、骨董品として収集の対象になっている。
マン・ゴーシュの由来はフランス語のmain gaucheで、これは「左手」の意味。これを訳して、日本語では左手用短剣とも呼ばれる。また英語では、left-hand daggerなどとも呼ばれる。
なお、ファイナルファンタジーシリーズなどでマインゴーシュという呼称だが、フランス語の発音はマン・ゴーシュが近い。